# 関西六大学野球連盟 (旧連盟)
関西六大学野球連盟 (旧連盟)（かんさいろくだいがくやきゅうれんめい、英語表記はKANSAI BIG6 BASEBALL LEAGUE）とは、関西地域に所在する大学の硬式野球部により構成された大学野球リーグである。
1982年に結成され現在に至る関西六大学野球連盟とは生い立ちにおいて直系の前身母体ともいえるが、1981年初冬～1982年春にかけての関西大学野球連合の解体とその後の編成騒動により、その前後で内容（連盟の構成校、規約など）が一新されたものとなり、その再編騒動を挟み一般的には旧連盟と新連盟に分類され、現在においては全く別の連盟（後述参照）として扱われている。

## 概略
関西地域の大学野球の歴史は、大別すると学制改革前の旧制大学時代に有力校が集まって結成された関西六大学野球連盟（旧関西六大学）とそこに加わらなかったその他の大学群の二つに分けられるが、実力と知名度において際立った存在であった旧連盟としての関西六大学野球リーグをめぐって、関西の学生野球界は他の地域と比較しても連盟の合従連衡が複雑に行われた。
さらに一般的には一口に旧連盟とされる時期においてもその内容は、
1. 創設期から約30年間は文字通り特定の6大学のみによる固定制のリーグ構成の時期
2. 1962年以降の後半期、他の大学野球連盟群（近畿地区大学野球連盟）との間に入れ替え戦を導入し共存形態を採った（関西大学野球連合の結成）事により、構成校が入れ替わる時期

とに大別される。

### 戦前～戦中

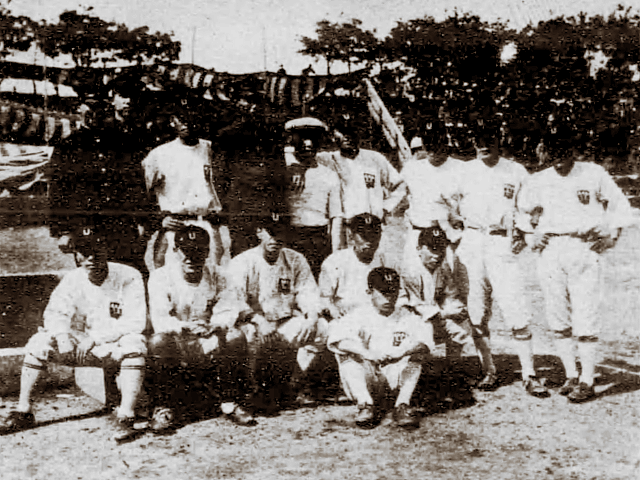
京都帝大野球部（1924年度）

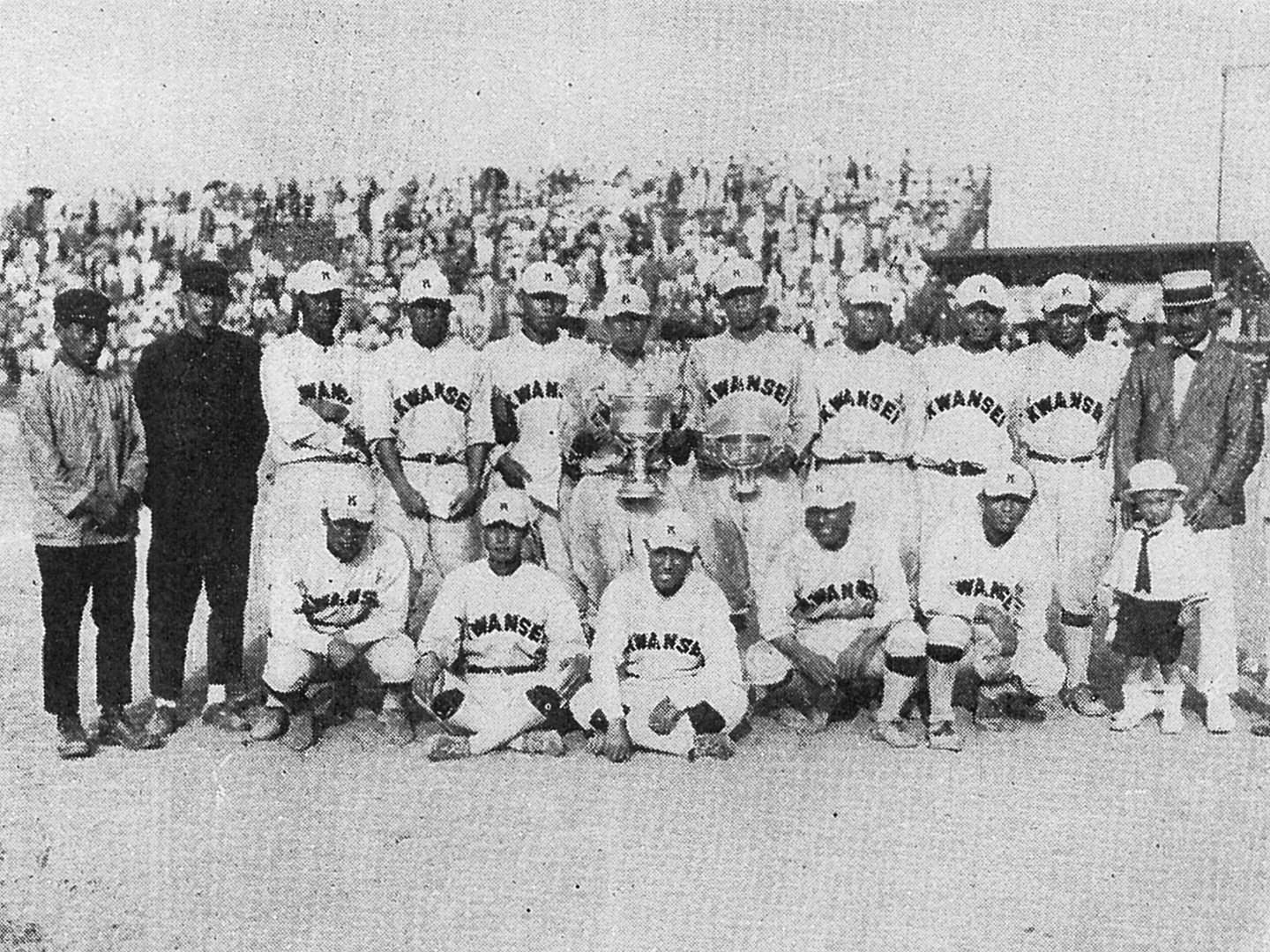
関西学院野球部（1925年）

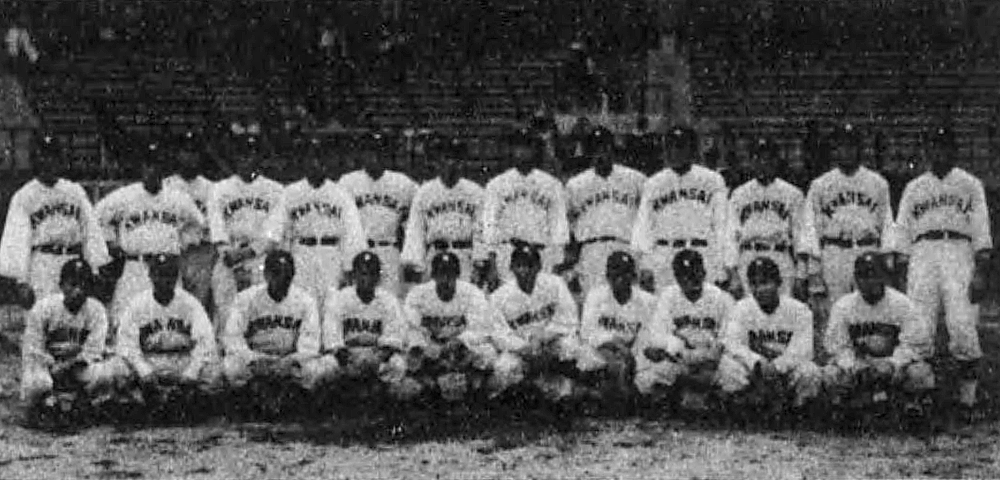
関西大学野球部（1935年）

関西の学生野球は、関西地域の中で各都市地域ごとに結成されたそれぞれの連盟が母体となっている。
1928年、京都大学専門学校野球連盟から旧制大学が独立し、大谷大学、京都府立医科大学、京都帝国大学、立命館大学、龍谷大学の5大学で京都五大学野球連盟を設立する。
一方、阪神地区でも同じく1928年に関西学院高商部（1932年から関西学院大学）、大阪外国語学校、大阪医科大学（1931年から大阪帝国大学医学部）、大阪商科大学、大阪工業大学（1933年から大阪帝国大学工学部）、神戸高等商業学校（1929年から神戸商業大学）、神戸高等工業学校（1949年に新制の神戸大学工学部）の7校の旧制専門学校と旧制大学によって関西学生野球連盟（旧連盟）を発足。（現存の関西学生野球連盟とは同名であるが全く無関係）
1929年には京都帝国大学と関西大学、同志社大学の3校対抗戦が開始され、1930年には京都五大学野球連盟から離脱した立命館大学が3校対抗戦へ加わる形で関西四大学野球連盟（関西大学、京都帝国大学、同志社大学、立命館大学）を設立した。
1931年、東京六大学野球の隆盛を見た関係者が関西にも東京六大学野球に対抗できうる実力を持った野球連盟を立ち上げようと動き、当時の関西学生連盟の有力校であった関西学院（当時は旧制専門学校）と神戸商業大学が関西四大学野球連盟へ加盟する形で再編（神戸商業大学は移籍。関西学院は1933年中までは関西学生連盟との重複加盟。）が行われ、関西六校野球連盟（関西学院の大学への昇格を待って翌年から関西六大学野球連盟に改称。以後、旧関六）が発足し秋季からリーグ戦が開始された。
このように戦前の学生野球は、旧制専門学校が旧制大学に昇格する過渡期だったこともあり、前述の京都の例にもあるように旧制大学と旧制専門学校、師範学校などが複雑に混在した状態で運営されていた。従って前述以外にも幾つかの専門学校や大学が加盟する学生野球連盟が存在したと思われるが、後世の大学野球連盟に繋がるものとしては、関西六大学野球連盟（旧連盟）と関西学生野球連盟（旧連盟）と京都五大学野球連盟の三本柱を中心に推移していく。
関東では既に早慶戦が大学野球の目玉カードとして定着していた頃、関西でも関関戦と同立戦が看板カードとして定着しており、この2つの対戦カードを総称して後に関関同立という用語が一般化していった。
なお、戦前・戦中の当時は大学野球界を全国的に統一する組織が存在せず、現在より加盟規定が曖昧だったことから、関西学院の例にある様に、基本的には（当該連盟が特に禁止した場合を除き）複数連盟への重複所属は全く差支えがない状態であった。

### 終戦後～入れ替え戦導入（連合結成）前
戦時命令により一時中断していた各大学野球リーグは、終戦により1946年春から順次活動を再開していたが、1947年には大学野球の最優秀チームを決めようという気運が盛り上がり、旧関六は東京六大学野球連盟、東都大学野球連盟とともに全国大学野球連盟を結成し、この組織の下で大学野球王座決定戦を実施した。
また、この同年、学制改革に伴う全国組織としての新制大学野球連盟が各種の旧制学生野球連盟（「日本高等学校野球連盟」「日本専門学校野球連盟」「日本師範学校野球連盟」）を改組・再編する形で発足した。
これらの一連の動きの中で、1947年には旧関西学生連盟の加盟校中2校が中心になり大阪三大学野球連盟として再スタートを切り、1948年には新制大学3校を迎え近畿六大学野球連盟として再発足し全国新制大学野球連盟の傘下の団体となった。なお1951年にはさらに加盟校を6校加え（※1）1部2部制を導入するのを機に名称を近畿大学野球連盟と改めた。また京都地区においても京都五大学野球連盟がその後に有力校を中心とした加盟脱退が相次ぎ、1950年には京都学芸大学の呼びかけで新たに京都六大学野球連盟が設立される。
1952年、全国大学野球連盟が新制大学野球連盟を吸収して、大学野球の統一組織である全日本大学野球連盟が結成された。この組織の成立に伴い、旧関六・近畿・京滋の3連盟もともに全日本連盟傘下として活動することとなる。ただし、全日本大学野球連盟結成時の経緯から旧関六は旧制大学組として扱われ、他の2連盟は新制大学連盟の近畿地区内の一連盟という扱いであった。従って全日本大学野球選手権大会へは、旧関六は優勝校がそのまま出場できる権利がある一方、近畿・京滋の2連盟については地区連盟としてまとめられ、出場枠は合わせて1つとされた。
1954年には近畿地区内での3番目の連盟として天理大学、甲南大学、神戸商船大学が中心となって阪神大学野球連盟が発足。1956年には京都六大学野球連盟に滋賀大学が加盟したのを機に京滋大学野球連盟へ改称している。
※1：12校中7校が戦前の旧関西学生野球連盟時代の加盟校が新制大学に移行しての出戻り組み。

### 入れ替え戦の導入（連合の結成）
1959年頃、当時、既に近畿地区大学野球連盟からの代表校の常連として台頭していた近畿大学（当時は近畿大学野球連盟に所属）が中心となって、たびたび旧関西六大学野球連盟に近畿地区との合併の申し入れを行なっており、関西地区の全大学で統一リーグを編成（最初は近畿大学野球連盟との合併策だったが、後に近畿地区全体としての合併案に変更）し東京六大学や東都に実力で対抗していこうという動きが表面化してきていた。
関西大学対関西学院大学の関関戦や同志社大学対立命館大学の同立戦を抱え、人気の面で近畿のその他大学野球連盟に大きく水をあけていた旧関六サイドは当初この動きに難色を示した。しかし後にこれが高校野球関係者まで巻き込んだ近畿圏のアマチュア野球界全体の運動となったため、それまで幾度と無く難色を示して拒否し続けてきた旧関六サイドも、1962年には旧関六を頂点として近畿地区の3連盟を並列に下部として置く形での入れ替え戦を導入する再編に同意、ここに関西大学野球連合が設立された。
それに伴い、同年をもって近畿地区としての全国大会出場枠は発展的な解消をむかえて消滅した。全国の大学野球の歴史を振り返っても、地域を統合する地区連盟からの順次分離独立が通常の流れとなっているが、少なくともこのような統一での再編成は全日本大学野球連盟発足後では唯一の動きである。実質的には関西地区として一リーグ化でもあったが、全組織の解体再編成ではなく、それぞれの連盟組織を維持したままで、入れ替え戦で結合された緩い連合体であったことも極めて特徴的であったわけであるが、この連合形態が後の入れ替え戦廃止と再編成を行なう際に、複雑な思惑の交差として影響を落することになる（後述参照）。

### 連合時代
通常の大学野球では上部リーグと下部リーグの間の入れ替え戦は上部リーグの最下位チームと下部リーグの優勝チームの間で行われている。しかし、関西大学野球連合では、近畿・阪神・京滋の3連盟(以下、下部3連盟)はその成り立ちから並列扱いで、上部団体として関西六大学野球連盟（以下、上部関六）を共有するというスタイルを取っていたため、上部関六と下部3連盟の入れ替え戦は以下のような特殊な形態で行われた。
1. 各連盟が独立してリーグ戦を実施
2. 順位確定後に下部3連盟の優勝校同士が対戦し、入れ替え戦出場校を決定する
3. 上部関六の最下位校と入れ替え戦出場校が対戦する
4. この対戦で勝利したチームが次シーズンの上部関六の所属権を得る。降格チームが生じた場合は、当該チームの希望する下部連盟へ移籍となる。

このように単純に入れ替わるシステムは採らなかった為、この入れ替え戦の結果次第では、降格チームの移籍により、次シーズンの構成校が1校増となる連盟が生じる。そのような場合は、当該下部連盟は全体のチーム構成を調整する必要に迫られるため、当該下部連盟内部での入れ替え戦で勝利しても昇格できない、あるいは結果に因らずに降格を強いられる最下位チームが生じることになり、このシステム下では、下部3連盟は少々やっかいな運営を強いられた。
実力本位の関西大学野球連合では伝統校というだけの看板は意味をなさず、連合結成直後に神戸大学が、次に京都大学が下部連盟へ転落した。さらに伝統校の一角である関西学院大学や立命館大学もたびたび下部へ転落し、東京六大学野球の早慶戦に匹敵する人気と伝統を持つ関関戦や同立戦が実施できないという状況がしばしば発生していた。
また連合設立以後は、前述したようにそれまであった近畿地区としての全日本大学野球選手権大会の出場枠は消滅したわけであるが、上部関六への昇格の困難さもあって不満を募らせる加盟校も出てきた。
こうした状況が年数を経るに連れて大きくなっていき、運営上の大きな問題となっていく。

### 入れ替え戦の中止（連合の解体）
入れ替え戦の中止という話が正式に浮上したのは、1981年も暮れた頃のことである。前年に関西学院大学が久々に上部関六に昇格し、久々に関関同立の伝統校カルテットが揃い関係者を大いに喜ばせたが、それもつかの間、わずか2シーズンで、今度は立命館大学が下部に転落してしまった。関係者は大いに困惑し大きな決断をするに至った。これまでの連合を解体し入れ替え戦は廃止。上部関六を再び固定制に戻すことであった。
下部も含めて連合の加盟大学はそれぞれに不満を抱えていたため、連合を解体するということで方向性の一致は見たもののどのように再編するかで大学間の協議の結果がなかなかまとまらなかった。これは伝統と人気があり、関西学生スポーツ界でも注目度の高い「関西六大学」、とりわけ関関同立と一緒の連盟に入ることを希望する大学が多かったためである。なお当時の状況は概ね以下の2通りであった。
1. 入れ替え戦の中止に伴い、以後の新しい関六の構成校は、現在（当時）の関六所属校（関西大学、関西学院大学、同志社大学、近畿大学、大阪商業大学、京都産業大学）に拘らない厳選した6校にする（支持：関西大学、関西学院大学、近畿大学）。
2. あくまで新しい固定リーグは現所属校（当時）を母体に（関関同立を揃えたいのなら）7校又は8校で新リーグを構成すべき（支持：大阪商業大学、京都産業大学、同志社大学、および連盟理事局）。

しかし事態は紛糾し、歩み寄りが全く見られない状況に業を煮やした関西大学と関西学院大学、近畿大学は関六からの離脱を宣言し新連盟の設立を呼びかけた。またこの段階において当時の連盟理事長は現関六の維持を断念し連盟解散を宣言した。この解散宣言により、当初は脱退という強硬論に難色を示していた同志社大学が後に新連盟に呼応し参加を表明。更にその後、その時点では下部の京滋連盟に降格が決定していたため静観していた立命館大学と、同じく当時は京滋連盟所属の京都大学が招聘に応じて参加することとなり、ここに正式に新連盟（この時点では新関六）の発足が決定された。
なお、当時、関西大学野球連合の最上部である関西六大学野球連盟（旧関六）のルール決定方法は、採決時の構成6大学の投票により4票（つまり4大学）の賛成をもって決定される方法を採っていた。
入れ替え戦の中止およびそれに伴う連合の解体は比較的容易に4票以上の賛成を得て決定されたが、連合解体以後の構成校をめぐって紛糾するに至り、当時の六大学リーグを解散、そしてその後に改めて新リーグを結成するにあたっては、関関同立が構成の中心になるリーグ結成を目指す関大、関学大、同大は賛成、一方の前述の新リーグ構想からは漏れることが徐々に自他ともに明白になりつつあった大商大、京産大は反対に回ることが採決前から予想された。解散賛成グループは可決に必須なもう一票を獲得するために新リーグへの参加確約を条件に採決時に解散に賛同する交渉を近大との間で水面下で行った。その結果、現在に至る帰結となった。
一方、残されてしまった形の大商大と京産大は、いわゆる関関同立を中心とする新連盟への参加が不可能になった段階に至り、「関六は解散しておらず、単に4大学が自らの意思で脱退しただけであり、脱退せずに残った大学で連盟の運営を維持する」とし関六への残留を表明。そのリーグ構成を補完・維持する為に、かつて関西六大学に昇格経験のあった龍谷大学、大阪学院大学、大阪経済大学、神戸学院大学を招聘し、こちらも新しい関西六大学野球連盟（以下、新関六）を発表した。
以上の様な経緯から、新連盟側は伝統ある関西六大学野球連盟の名称の使用は断念し、やむを得ず関西学生野球連盟（戦前に存在した旧関西学生とは無関係）を名乗り「名を捨て実を取る」こととなった。
なお、かつて旧関六の創設メンバーでもあった神戸大学は、この再編成騒動の過程（再編成が収束方向に向かう前段階）で、新関六と新連盟（関西学生）結成グループの双方から参加打診を受たが、幾つかの思惑が交錯する争いの中で結果的に当時所属していた近畿大学野球連盟への所属をそのまま継続することを表明した。
また、この一連の騒動の中、近畿・阪神・京滋の下部3連盟は、新関六の発足に伴った新関六側からの連合の『再結成と維持継続』の呼びかけ（上部関六との入れ替え戦え戦廃止の発表と同時に連合の解散も表明されていた為、既に連合は解散済みというのが共通認識だった。）に対して、迫る春季リーグ戦の準備などのタイミング的な都合を理由に一時保留。その後の時間的経過の中で、連合の再結成という話題はうやむやになり、結果的にはなし崩し的に下部連盟という立場から脱却し、新関西学生や新関六も含めて、それぞれが対等な立場として独立する形となっていった。
このようにして、以後は5つの連盟が併存する状況となり、その扱いも全てについて"5連盟は平等に"という認識が固まって（伝統校や有力校が所属している連盟という観念的な立場は "主張し難い"、又は "認められない" という状況となって）現在に至っている。

### 記録の扱い
5つの連盟が併存することが決定したあと、連合設立前と連合時代の関西六大学野球の記録と歴史に関しては、関西学生と新関六が共有することとなったため、双方が記録と歴史の継承権を持っていることになっている。
また、連合時代に下部リーグ扱いであった近畿・阪神・京滋の3連盟についても、連合時代にそれぞれの運営で行われていた試合の記録と歴史はそれぞれが継承している。
なお、現在においては関西学生と関西六大学それぞれの加盟校で連合時代に下部連盟へ降格していた時代の記録は、それぞれの当時の所属連盟の記録として管理されている。そのため、関西の学生野球を記録で追いかける場合、様々な大学が入り乱れて登場し一見して混乱するが、これは前述のような複雑な統廃合の歴史の経緯があるためである。

## 沿革
※関連団体についても併記

### 戦前～戦中
- 1917年　立命館大学、同志社大学、関西大学、関西学院高商部（関西学院大学の前身）、大阪薬学専門学校（後の大阪大学薬学部）、大阪高等工業学校、大阪高等商業学校（1928年から大阪商科大・大阪市立大学の前身）、大阪歯科医学専門学校（大阪歯科大学の前身）の8校により関西学生野球連盟（毎日新聞社主催）が結成。後構成校の加盟脱退が繰り返され京都帝国大学、第三高等学校、大阪高等医学専門学校（大阪医科薬科大学の前身）なども参加した時期もあったが、加盟脱退の変遷の後にいつしか消滅。（詳細不明）
- 1923年　旧制の大阪医科大学（1931年から大阪帝国大学医学部）、神戸高等商業学校（1929年から神戸商業大学・現在の神戸大学の前身のひとつ）、大阪高等工業学校（1929年から大阪工業大学）で官立三校野球連盟を発足。
- 1926年　官立三校野球連盟に大阪外国語学校（後の大阪外国語大学・現在の大阪大学外国語学部の前身）が加盟し官立四校野球連盟に改称
- 1927年　官立四校野球連盟に関西学院高商部（1932年からに関西学院大学）、大阪高等商業学校（1928年から大阪商科大学）が加盟し、関西六校野球連盟（※1）と改称。
- 1928年　関西六校野球連盟に神戸高等工業学校（1949年から新制の神戸大学工学部）が加盟し関西学生野球連盟（朝日新聞社主催）と改称。京都地区では京都大学専門学校野球連盟から旧制大学が独立し、大谷大学、京都府立医科大学、京都帝国大学、立命館大学、龍谷大学の5大学で京都五大学野球連盟を設立。
- 1929年　関西大学・同志社大学・京都帝国大学の三大学対抗戦開始
- 1930年　三大学対抗戦に京都五大学から脱退した立命館大学を加えて関西四大学野球連盟が発足。
- 1931年　関西四大学野球連盟に関西学生野球連盟（旧連盟）の神戸商業大学が移籍し、更に関西学院も関西学生（旧連盟）との重複加盟で、同年秋に関西六校野球連盟（※2）を発足しリーグ戦を開始
- 1932年　同年3月の関西学院の旧制大学昇格により、関西六校野球連盟を関西六大学野球連盟（旧連盟）と改称。
- 1933年　秋季を最後に関西学院大学が関西学生野球連盟（旧連盟）から脱退（重複加盟の解消）。
- 1942年　同年春を最後に、戦時命令により全国の全ての野球競技活動が禁止される。

※1：1931年に発足した同名の関西六大学野球連盟（旧連盟）の前身連盟とは別。
※2：1927年に発足した同名の連盟とは別。

### 戦後～連合結成前
- 1946年　関西六大学野球（旧連盟）が再開。学制改革が実施される。
- 1947年　旧関西学生野球連盟の構成校を中心とした大阪大学、大阪商科大学、大阪理工科大学（大阪専門学校の系列校・現在の近畿大学の前身のひとつ）が、後の近畿大学野球連盟の母体となる大阪三大学野球連盟としてリーグ戦を再開。全国大学野球連盟（東京六大学、東都大学、旧関西六大学）と全国新制大学野球連盟がそれぞれ発足し、大阪三大学野球連盟は全国新制大学野球連盟の傘下連盟となる。
- 1948年　大阪三大学野球連盟に新加盟3校を加えて近畿六大学野球連盟と改称
- 1950年　京都学芸大学（後の京都教育大学）の呼びかけで京都六大学野球連盟が発足。
- 1951年　近畿六大学野球連盟に新たに6校の加盟校が加わり1部2部制を導入し、近畿大学野球連盟と改称。
- 1952年　全国大学野球連盟と全国新制大学野球連盟が合併しそれぞれが発展的解消。第1回全日本大学野球選手権大会を開催。
- 1953年　全日本大学野球選手権大会の代表枠において近畿地区が独立。近畿大学野球連盟と京都六大学野球連盟で近畿地区大学野球連盟（以下、近畿地区）を編成。
- 1954年　近畿地区3番目の連盟として阪神大学野球連盟が発足
- 1956年　京都六大学野球連盟が、滋賀大学の加盟に伴い京滋大学野球連盟に改称
- 1959年頃　近畿地区連盟と旧関西六大学連盟（以下、関六）との合併申し入れが近畿大学を中心にした運動として開始。

### 連合時代～解体
- 1962年　関六が近畿地区連盟配下の京滋大学野球連盟（以下、京滋連盟）・近畿大学野球連盟（以下、近畿連盟）・阪神大学野球連盟（以下、阪神連盟）と合併し、その関六を最上部とする関西大学野球連合が発足、入れ替え戦を導入。同年春に近畿大学（近畿連盟）が関六に昇格し、入れ替わりに神戸大学が関六から近畿連盟降格。同年秋に大阪商業大学（阪神連盟）が関六に昇格し、京都大学が京滋連盟に降格。なお入れ替え戦は2戦先勝方式（※1）とし、下部3連盟首位決定戦（入れ替え戦出場校決定戦）は3校間での1回戦制の巴戦を行い2勝したチームが入れ替え戦に出場する。（※2）
- 1963年　春季に龍谷大学（京滋連盟）関六に昇格（※4）し、大阪商業大学が阪神連盟に降格。同年秋に関西大学が優勝するが、エースのプロ球団との契約が発覚し、規定違反で優勝取り消し。またリーグ戦の1年間の出場停止の処分。（※5）
- 1967年　春季に大阪商業大学（阪神連盟）が関六に昇格し、立命館大学が京滋連盟に降格。同年秋に立命館大学（京滋連盟）が上関六に昇格し、大阪商業大学が阪神連盟に降格。
- 1968年　春季に大阪商業大学（阪神連盟）が関六に昇格し、立命館大学が下部の京滋連盟に降格。秋季に立命館大学（京滋連盟）が関六に昇格し、関西学院大学が近畿連盟に降格。
- 1969年　春季に関西学院大学（近畿連盟）が関六に昇格し、立命館大学が京滋連盟に降格。
- 1970年　秋季に大阪学院大学（阪神連盟）が関六に昇格し、大阪商業大学が阪神連盟に降格。また同年秋に第1回明治神宮野球大会を実施。関西大学が関西大学野球連合代表として出場。
- 1971年　秋季に大阪商業大学（阪神連盟）が関六に昇格し、龍谷大学が京滋連盟に降格。
- 1973年　春季に京都産業大学（京滋連盟）が関六に昇格し、関西学院大学が近畿連盟に降格。
- 1974年　春季に立命館大学（京滋連盟）が上部の関六に昇格し、京都産業大学が京滋連盟に降格。秋季に神戸学院大学（下部阪神連盟）が関六に昇格し、大阪学院大学が阪神連盟に降格。
- 1980年　春季に大阪経済大学（近畿連盟）が関六に昇格し、神戸学院大学が阪神連盟に降格。なお同年春季から下部3連盟首位決定戦も勝ち点制（※3）を導入。なお、大阪経済大学は初昇格の秋季には初昇格即初優勝するが、翌年春季には一転最下位となり、その後の入れ替え戦にも破れる。
- 1981年　春季に関西学院大学（近畿連盟）が関六に昇格し、大阪経済大学が近畿連盟に降格。秋季に京都産業大学（京滋連盟）が関六に昇格し、立命館大学は京滋連盟に降格。
- 1982年　入れ替え戦廃止に伴い関西大学野球連合が解体。関六から関西大学、関西学院大学、近畿大学が脱退。これによるリーグ解散宣言により同志社大学も追従。それまで下部であった京滋連盟の京都大学と立命館大学を招聘して新リーグを設立。残った大阪商業大学と京都産業大学は、連盟維持を宣言し過去に関六に昇格経験のある大学の中から、それぞれ下部であった近畿連盟の大阪経済大学、京滋連盟の龍谷大学、阪神連盟の大阪学院大学と神戸学院大学を招聘し「関西六大学野球連盟」の名称を冠したリーグの継承を宣言。双方のグループから同様の招聘を受けていた神戸大学は近畿連盟への残留を表明。新たに編成された関六グループは同時に連合の再結成を求めたが、下部3連盟がこれを一時保留の形で拒否したため、結果として単独で新関六を発足。これにより旧下部であった京滋大学野球連盟・近畿大学野球連盟・阪神大学野球連盟はそれぞれに独立。新リーグはこの段階で関西六大学リーグの名称継承を断念し、関西学生野球連盟と名乗った。この一連の騒動を静観していた全日本大学野球連盟は主催の全日本大学野球選手権大会の出場枠は、一時的な措置として連合時代を踏襲する形で関西地区5連盟で1枠とした。（翌年からは2枠に変更）また秋季の明治神宮野球大会については春の全日本大学野球選手権大会の関西地区代表決定戦優勝校を出した連盟の秋季リーグ優勝校がそのまま出場する暫定措置となった（1984年まで3年間継続）。

※1：2戦先勝方式
同一の対戦校に対して先に2勝したチームがその相手校との対戦に勝利したとして対戦を終了する（1勝1敗の場合は第3戦を行い決着を付ける。）。
※2：3校が1勝1敗で並んだ場合は3校間でのトーナメントを行う。組み合わせは抽選。
※3：勝ち点制
同一対戦校に勝ち越した場合に勝ち点1を獲得し、勝ち点が多い方が上位。勝ち点が同じ場合は全体の勝率比較によって順位を決定。勝ち点も勝率も同じ場合は1回戦の決定戦を行なうが、3校が同じ場合は、※2の方法で決定。
※4：入れ替え戦中の龍谷大学応援団による暴行事件発生で同年秋のリーグ戦は出場辞退。自動的に最下位で入れ替え戦に出場。
※5：未出場だったのは1964年の春季リーグ戦のみで春季リーグ戦後の入れ替え戦には出場して残留を決定し、同年秋のリーグ戦には出場していることから、違反発覚が1963年秋の入れ替え戦も終了後でもあることから最下位扱いではなく単なる優勝取り消しであり、また出場停止処分の開始時期は発覚時期ではなく1963年秋季のリーグ戦開始時期まで遡っての処分とされ、なおかつ、入れ替え戦は公式戦ではあってもリーグ戦ではないとの解釈から、1964年春季は自動的に最下位にはなったものの入れ替え戦には出場できた（残留決定した）ものと思われる。

## 加盟大学

### 入替戦導入以前
- 五十音順により記載
- 関西六大学野球連盟の名称となった1932年から入替戦導入直前の1961年まで
- 六大学固定で加盟大学は以下の通り
- 太字は優勝経験校
  - 関西大学
  - 関西学院大学
  - 京都大学（1947年9月までは京都帝国大学）
  - 神戸大学（1944年9月までは神戸商業大学、1949年5月までは神戸経済大学）
  - 同志社大学
  - 立命館大学

### 入替戦導入後に昇格した大学
- 加盟順により記載
- 近畿大学以外はその後の降格を経験している
- 太字は優勝経験校
  - 近畿大学（1962年春季の最初の入替戦の勝利により同年秋季より昇格。それ以降、降格は無かった。）
  - 大阪商業大学（1963年春季・1967年秋季・1968年秋季～1970年秋季・1972年春季～1982年の解散時まで加盟）
  - 龍谷大学（1963年秋季～1971年秋季まで加盟）
  - 大阪学院大学（1971年春季～1974年秋季まで加盟）
  - 京都産業大学（1973年秋季～1974年春季と、1981年秋季の入替戦勝利により1982年の解散時に加盟）
  - 神戸学院大学（1975年春季～1980年春季まで加盟）
  - 大阪経済大学（1980年秋季～1981年春季まで加盟）

### 入替戦導入以前からの加盟校で入替戦導入後に降格した大学
- 降格順により記載
- 太字は再昇格後の優勝経験校
  - 神戸大学（1962年春季の入替戦に敗れ降格。その後昇格なし。）
  - 京都大学（1962年秋季の入替戦に敗れ降格。その後昇格なし。）
  - 立命館大学（1967年春季の入替戦に敗れ初降格。その後再昇格により1968年春季・1969年春季・1974年秋季～1981年秋季まで旧関六に加盟。1981年秋季の入替戦に敗れ、旧連盟再編のきっかけを作る。）
  - 関西学院大学（1968年秋季の入替戦に敗れ初降格。その後再昇格により1969年秋季～1973年春季・1981年秋季～1982年の解散時に旧関六に加盟。）

### 関西六大学野球連盟 (旧連盟)解散時（1982年）に加盟していた大学
- 最終リーグ戦の順位及び最後の入替戦の結果により記載
  - 近畿大学
  - 関西大学
  - 同志社大学
  - 大阪商業大学
  - 関西学院大学
  - 京都産業大学

#### 入替戦に出場したことがある大学
- 下部3リーグの優勝校の間で行われた入替戦出場決定戦に勝利したものの、入替戦に敗れ昇格したことのない大学
  - 桃山学院大学
  - 阪南大学
  - 大阪体育大学

## 各期の順位

### 加盟大学固定時の順位(1931-1961)
| 年度・季節         | 優勝                     | 2位                      | 3位                      | 4位                      | 5位                      | 6位                      |
| ------------------ | ------------------------ | ------------------------ | ------------------------ | ------------------------ | ------------------------ | ------------------------ |
| 1931秋             | ◎立命館大                | 関西大                   | 京都帝国大               | 同志社大                 | 関西学院大               | 神戸商業大               |
| 1932春             | ◎関西大                  | 立命館大                 | 関西学院大               | 同志社大                 | 神戸商業大               | 京都帝国大               |
| 1932秋             | 関西大                   | 立命館大                 | 神戸商業大               | 同志社大                 | 関西学院大               | 京都帝国大               |
| 1933春             | 関西大                   | 立命館大                 | 関西学院大               | 神戸商業大               | 同志社大                 | 京都帝国大               |
| 1933秋             | 関西大                   | 京都帝国大               | 立命館大                 | 関西学院大               | 神戸商業大               | 同志社大                 |
| 1934春             | 立命館大                 | 関西学院大               | 同志社大                 | 京都帝国大               | 神戸商業大               | （注）                   |
| 1934秋             | ◎京都帝国大              | 立命館大                 | 同志社大                 | 関西学院大               | 神戸商業大               | （注）                   |
| 1935春             | 関西大                   | 立命館大                 | 京都帝国大               | 同志社大                 | 関西学院大               | 神戸商業大               |
| 1935秋             | 関西大                   | 立命館大                 | 京都帝国大               | 関西学院大               | 同志社大                 | 神戸商業大               |
| 1936春             | 関西大                   | 立命館大                 | 同志社大                 | 神戸商業大               | 京都帝国大               | 関西学院大               |
| 1936秋             | 関西大                   | 立命館大                 | 京都帝国大               | 関西学院大               | 神戸商業大               | 同志社大                 |
| 1937春             | 立命館大                 | 関西大                   | 関西学院大               | 京都帝国大               | 神戸商業大               | 同志社大                 |
| 1937秋             | 関西大                   | 立命館大                 | 京都帝国大               | 同志社大                 | 関西学院大               | 神戸商業大               |
| 1938春             | 関西大                   | 立命館大                 | 神戸商業大               | 関西学院大               | 京都帝国大               | 同志社大                 |
| 1938秋             | 立命館大                 | 関西大                   | 関西学院大               | 神戸商業大               | 同志社大                 | 京都帝国大               |
| 1939春             | 立命館大                 | 関西学院大               | 京都帝国大               | 関西大                   | 神戸商業大               | 同志社大                 |
| 1939秋             | 京都帝国大               | 立命館大                 | 関西学院大               | 関西大                   | 同志社大                 | 神戸商業大               |
| 1940春             | 関西大                   | 同志社大                 | 立命館大                 | 京都帝国大               | 関西学院大               | 神戸商業大               |
| 1940秋             | 関西大                   | 同志社大                 | 京都帝国大               | 立命館大                 | 関西学院大               | 神戸商業大               |
| 1941春             | ◎同志社大                | 関西大                   | 立命館大                 | 関西学院大               | 京都帝国大               | 神戸商業大               |
| 1941秋             | 同志社大                 | 立命館大                 | 京都帝国大               | 関西大                   | 関西学院大               | 神戸商業大               |
| 1942春             | 同志社大                 | 立命館大                 | 神戸商業大               | 関西学院大               | 関西大                   | 京都帝国大               |
| 1942秋             | 同志社大                 | 立命館大                 | 関西学院大               | 神戸商業大               | 京都帝国大               | 関西大                   |
| 1943春 から 1945秋 | 太平洋戦争激化のため中断 | 太平洋戦争激化のため中断 | 太平洋戦争激化のため中断 | 太平洋戦争激化のため中断 | 太平洋戦争激化のため中断 | 太平洋戦争激化のため中断 |
| 1946春             | 同志社大                 | 立命館大                 | 京都帝国大               | 関西学院大               | 神戸経済大               | 関西大                   |
| 1946秋             | 同志社大                 | 京都帝国大               | 立命館大                 | 関西学院大               | 神戸経済大               | 関西大                   |
| 1947春             | 立命館大                 | 関西学院大               | 京都帝国大               | 同志社大                 | 神戸経済大               | 関西大                   |
| 1947秋             | ◎関西学院大              | 同志社大                 | 立命館大                 | 関西大                   | 神戸経済大               | 京都帝国大               |
| 1948春             | 同志社大                 | 神戸経済大               | 関西学院大               | 関西大                   | 立命館大                 | 京都大                   |
| 1948秋             | 立命館大                 | 関西大                   | 同志社大                 | 関西学院大               | 神戸経済大               | 京都大                   |
| 1949春             | 関西学院大               | 同志社大                 | 神戸経済大               | 関西大                   | 立命館大                 | 京都大                   |
| 1949秋             | 関西大                   | 立命館大                 | 同志社大                 | 関西学院大               | 神戸大                   | 京都大                   |
| 1950春             | 関西大                   | 関西学院大               | 立命館大                 | 神戸大                   | 同志社大                 | 京都大                   |
| 1950秋             | 同志社大                 | 神戸大                   | 関西学院大               | 京都大                   | 立命館大                 | 関西大                   |
| 1951春             | 関西学院大               | 関西大                   | 神戸大                   | 同志社大                 | 立命館大                 | 京都大                   |
| 1951秋             | 関西大                   | 同志社大                 | 神戸大                   | 関西学院大               | 立命館大                 | 京都大                   |
| 1952春             | 関西学院大               | 同志社大                 | 関西大                   | 神戸大                   | 立命館大                 | 京都大                   |
| 1952秋             | 関西大                   | 立命館大                 | 同志社大                 | 関西学院大               | 神戸大                   | 京都大                   |
| 1953春             | 関西学院大               | 関西大                   | 立命館大                 | 同志社大                 | 神戸大                   | 京都大                   |
| 1953秋             | 関西大                   | 関西学院大               | 神戸大                   | 同志社大                 | 立命館大                 | 京都大                   |
| 1954春             | 立命館大                 | 関西大                   | 関西学院大               | 同志社大                 | 神戸大                   | 京都大                   |
| 1954秋             | 関西学院大               | 同志社大                 | 関西大                   | 立命館大                 | 神戸大                   | 京都大                   |
| 1955春             | 同志社大                 | 関西学院大               | 関西大                   | 立命館大                 | 神戸大                   | 京都大                   |
| 1955秋             | 関西学院大               | 立命館大                 | 関西大                   | 同志社大                 | 神戸大                   | 京都大                   |
| 1956春             | 関西大                   | 立命館大                 | 関西学院大               | 同志社大                 | 京都大                   | 神戸大                   |
| 1956秋             | 立命館大                 | 関西学院大               | 関西大                   | 同志社大                 | 神戸大                   | 京都大                   |
| 1957春             | 関西大                   | 同志社大                 | 立命館大                 | 関西学院大               | 神戸大                   | 京都大                   |
| 1957秋             | 立命館大                 | 同志社大                 | 関西大                   | 関西学院大               | 神戸大                   | 京都大                   |
| 1958春             | 関西大                   | 同志社大                 | 立命館大                 | 関西学院大               | 神戸大                   | 京都大                   |
| 1958秋             | 関西大                   | 関西学院大               | 立命館大                 | 同志社大                 | 神戸大                   | 京都大                   |
| 1959春             | 関西学院大               | 立命館大                 | 同志社大                 | 関西大                   | 神戸大                   | 京都大                   |
| 1959秋             | 関西学院大               | 関西大                   | 立命館大                 | 同志社大                 | 神戸大                   | 京都大                   |
| 1960春             | 同志社大                 | 立命館大                 | 関西大                   | 関西学院大               | 神戸大                   | 京都大                   |
| 1960秋             | 立命館大                 | 関西大                   | 同志社大                 | 関西学院大               | 神戸大                   | 京都大                   |
| 1961春             | 関西大                   | 同志社大                 | 立命館大                 | 関西学院大               | 京都大                   | 神戸大                   |
| 1961秋             | 立命館大                 | 同志社大                 | 関西学院大               | 神戸大                   | 関西大                   | 京都大                   |

（注）1934年の春と秋は、関西大が連盟分担金問題のこじれによりリーグ戦に不参加となり、5校だけでリーグ戦が行われた。
- 京都帝国大は1947年10月から京都大（旧制）と改称。1949年5月から新制京都大に改組。
- 神戸商業大は1944年10月から神戸経済大（旧制）と改称。1949年5月から新制神戸大に改組。
- ◎大学名は、初優勝校。

### 入替戦導入時の順位と加盟大学の変遷(1962-1981)
| 年度・季節 | 優勝         | 2位        | 3位        | 4位        | 5位        | 6位          | 下部3リーグ代表校 |
| ---------- | ------------ | ---------- | ---------- | ---------- | ---------- | ------------ | ----------------- |
| 1962春     | 関西大       | 関西学院大 | 立命館大   | 同志社大   | 京都大     | 神戸大       | 近畿大            |
| 1962秋     | 立命館大     | 同志社大   | 関西学院大 | 関西大     | 近畿大     | 京都大       | 大阪商業大        |
| 1963春     | 立命館大     | 関西大     | 同志社大   | 近畿大     | 関西学院大 | 大阪商業大   | 龍谷大            |
| 1963秋     | 関西大（注） | 近畿大     | 立命館大   | 同志社大   | 関西学院大 | 龍谷大       | 桃山学院大        |
| 1964春     | 関西学院大   | 近畿大     | 同志社大   | 立命館大   | 龍谷大     | 関西大（注） | 神戸大            |
| 1964秋     | 同志社大     | 関西大     | 関西学院大 | 立命館大   | 近畿大     | 龍谷大       | 大阪商業大        |
| 1965春     | 立命館大     | 関西大     | 同志社大   | 近畿大     | 龍谷大     | 関西学院大   | 大阪商業大        |
| 1965秋     | 同志社大     | 近畿大     | 龍谷大     | 関西学院大 | 立命館大   | 関西大       | 大阪商業大        |
| 1966春     | ◎近畿大      | 龍谷大     | 関西学院大 | 関西大     | 立命館大   | 同志社大     | 大阪商業大        |
| 1966秋     | 関西学院大   | 龍谷大     | 近畿大     | 立命館大   | 関西大     | 同志社大     | 大阪経済大        |
| 1967春     | 関西大       | 同志社大   | 関西学院大 | 龍谷大     | 近畿大     | 立命館大     | 大阪商業大        |
| 1967秋     | 近畿大       | 龍谷大     | 関西大     | 同志社大   | 関西学院大 | 大阪商業大   | 立命館大          |
| 1968春     | ◎龍谷大      | 関西学院大 | 近畿大     | 同志社大   | 関西大     | 立命館大     | 大阪商業大        |
| 1968秋     | 近畿大       | 関西大     | 龍谷大     | 同志社大   | 大阪商業大 | 関西学院大   | 立命館大          |
| 1969春     | 関西大       | 近畿大     | 龍谷大     | 大阪商業大 | 同志社大   | 立命館大     | 関西学院大        |
| 1969秋     | 関西大       | 関西学院大 | 龍谷大     | 同志社大   | 大阪商業大 | 近畿大       | 京都産業大        |
| 1970春     | 関西大       | 近畿大     | 関西学院大 | 同志社大   | 龍谷大     | 大阪商業大   | 大阪経済大        |
| 1970秋     | 関西大       | 関西学院大 | 同志社大   | 近畿大     | 龍谷大     | 大阪商業大   | 大阪学院大        |
| 1971春     | 同志社大     | 関西大     | 近畿大     | 関西学院大 | 大阪学院大 | 龍谷大       | 阪南大            |
| 1971秋     | 関西大       | 同志社大   | 近畿大     | 関西学院大 | 大阪学院大 | 龍谷大       | 大阪商業大        |
| 1972春     | 関西大       | 近畿大     | 同志社大   | 大阪商業大 | 関西学院大 | 大阪学院大   | 京都産業大        |
| 1972秋     | 関西大       | 同志社大   | 近畿大     | 大阪商業大 | 大阪学院大 | 関西学院大   | 神戸学院大        |
| 1973春     | 同志社大     | 近畿大     | 大阪商業大 | 大阪学院大 | 関西大     | 関西学院大   | 京都産業大        |
| 1973秋     | 同志社大     | 近畿大     | 京都産業大 | 大阪商業大 | 関西大     | 大阪学院大   | 大阪体育大        |
| 1974春     | 近畿大       | 同志社大   | 大阪商業大 | 関西大     | 大阪学院大 | 京都産業大   | 立命館大          |
| 1974秋     | 同志社大     | 近畿大     | 立命館大   | 大阪商業大 | 関西大     | 大阪学院大   | 神戸学院大        |
| 1975春     | ◎大阪商業大  | 同志社大   | 近畿大     | 立命館大   | 神戸学院大 | 関西大       | 京都産業大        |
| 1975秋     | 近畿大       | 同志社大   | 立命館大   | 関西大     | 大阪商業大 | 神戸学院大   | 京都産業大        |
| 1976春     | 大阪商業大   | 関西大     | 神戸学院大 | 同志社大   | 立命館大   | 近畿大       | 大阪経済大        |
| 1976秋     | 近畿大       | 同志社大   | 立命館大   | 大阪商業大 | 関西大     | 神戸学院大   | 関西学院大        |
| 1977春     | 立命館大     | 同志社大   | 関西大     | 近畿大     | 大阪商業大 | 神戸学院大   | 京都産業大        |
| 1977秋     | 大阪商業大   | 同志社大   | 立命館大   | 関西大     | 近畿大     | 神戸学院大   | 阪南大            |
| 1978春     | 立命館大     | 同志社大   | 大阪商業大 | 関西大     | 近畿大     | 神戸学院大   | 龍谷大            |
| 1978秋     | 同志社大     | 関西大     | 近畿大     | 立命館大   | 神戸学院大 | 大阪商業大   | 阪南大            |
| 1979春     | 大阪商業大   | 近畿大     | 同志社大   | 立命館大   | 関西大     | 神戸学院大   | 大阪学院大        |
| 1979秋     | 同志社大     | 大阪商業大 | 近畿大     | 神戸学院大 | 関西大     | 立命館大     | 大阪学院大        |
| 1980春     | 近畿大       | 大阪商業大 | 立命館大   | 関西大     | 同志社大   | 神戸学院大   | 大阪経済大        |
| 1980秋     | ◎大阪経済大  | 関西大     | 同志社大   | 立命館大   | 大阪商業大 | 近畿大       | 阪南大            |
| 1981春     | 近畿大       | 関西大     | 大阪商業大 | 同志社大   | 立命館大   | 大阪経済大   | 関西学院大        |
| 1981秋     | 近畿大       | 関西大     | 同志社大   | 大阪商業大 | 関西学院大 | 立命館大     | 京都産業大        |

（注）1963年秋の関西大は、優勝決定後に西川克弘らが秘密裏に広島球団と契約していたこと（いわゆる「西川事件」）が発覚し、その行為が当時のプロ契約ルールに反していたため優勝が取り消しとなった（ただし、2位以下の順位の繰り上げは無し）。さらに翌1964年春のリーグ戦は出場停止となったが、入替戦の出場は認められ、下部リーグへの転落だけは免れた。
- 「下部3リーグ代表校」とは、下部3リーグ(近畿・阪神・京滋の各リーグ)の各優勝校が「入替戦出場決定戦」に出場し、勝利して関六最下位校と対戦した大学。
- 大学名はこの年から関六に昇格した大学。
- 大学名は入替戦の敗退により翌年から下部リーグに降格した大学。
- 大学名はこの年から関六に昇格したものの、シーズン後の入替戦の敗退により翌シーズンには下部リーグに戻った大学。
- 大学名は、関六に初昇格した大学。
- ◎大学名は、初優勝校。